# مجانين 2001
مجانين 2001 (بالإنجليزية: 2001 Maniacs)‏ هو فيلم رعب تم إنتاجه في الولايات المتحدة وصدر في سنة 2005. من بطولة روبرت انجلوند وكريستا كامبيل.

## الميزانية والإيرادات
بلغت تكلفة إنتاج الفيلم حوالي 1.5 مليون دولار.

## وصلات خارجية
- مجانين 2001 على موقع IMDb (الإنجليزية)
- مجانين 2001 على موقع روتن توميتوز (الإنجليزية)
- مجانين 2001 على موقع نتفليكس (الإنجليزية)
- مجانين 2001 على موقع ألو سيني (الفرنسية)
- مجانين 2001 على موقع Turner Classic Movies (الإنجليزية)
- مجانين 2001 على موقع أول موفي (الإنجليزية)
- مجانين 2001 على موقع فيلمافينيتي (الإسبانية)
- مجانين 2001 على موقع قاعدة بيانات الأفلام السويدية (السويدية)
- مجانين 2001 على موقع قاعدة بيانات الفيلم (الإنجليزية)
- مجانين 2001 على موقع ليتربوكسد (الإنجليزية)